# Sir Lancelot (videogioco 1983)
Sir Lancelot è un videogioco d'azione ispirato al classico arcade Joust e pubblicato nel 1983-1984 per Atari 2600, ColecoVision, Commodore 64 e Commodore VIC-20 dalla Xonox, una divisione statunitense della K-tel. Le versioni Atari, ColecoVision e VIC-20 uscirono anche in cartucce Double-ender a doppio connettore, in coppia con Robin Hood. La versione Commodore 64 uscì soltanto in questa abbinata, ma su disco.

## Modalità di gioco
Il giocatore controlla Lancillotto, sebbene il gioco non abbia praticamente nulla in comune con il personaggio leggendario, mentre vola a cavallo di un Pegaso. Ci sono due tipi di livelli che si alternano. In entrambi i casi la visuale è laterale fissa e Lancillotto può volare su tutto lo schermo, ma con l'effetto dell'inerzia e con la necessità di premere ripetutamente il pulsante del joystick per sbattere le ali e guadagnare o perdere quota in proporzione alla frequenza di pressione.
1. I livelli dispari si svolgono sul panorama di un castello e Lancillotto deve sconfiggere un gruppo di creature volanti tutte uguali. Per abbattere un nemico deve scontrarsi con esso frontalmente, ma trovandosi in posizione più elevata, in caso contrario è Lancillotto a perire nello scontro.
2. I livelli pari si svolgono in una caverna all'interno del castello, con un lago di lava sul fondo, e si differenziano maggiormente da Joust. Si deve sconfiggere un enorme drago che vola orizzontalmente in cima allo schermo; solo nella versione Commodore 64 può anche scendere più in basso. Per abbatterlo è necessario colpirlo da sotto con la lancia, nel punto debole del ventre, mentre toccarlo altrove è letale per Lancillotto. Ogni tanto il drago sputa fuoco verso il basso e fa perdere quota a Lancillotto se lo colpisce. Il livello della lava sta lentamente salendo e si deve vincere prima che raggiunga la damigella da salvare, prigioniera su un lato della caverna.

Ci sono quattro coppie di livelli, selezionabili direttamente a inizio partita. Andando avanti aumenta la difficoltà di entrambe le fasi e cambia anche l'aspetto delle creature nella fase all'esterno.